# Гадючкина, Клавдия Михайловна
Кла́вдия Миха́йловна Гадю́чкина (урождённая Кро́това; род. 5 декабря 1910 или 24 ноября 1909, Норский Посад, Ярославская губерния, Российская империя) — российская долгожительница, возраст которой проверяется Группой геронтологических исследований (GRG). Предположительно является старейшей когда-либо жившей жительницей России. Европейская организация супердолгожителей (ESO) подтвердила возраст Гадючкиной на низком уровне валидации.

## Биография
Согласно личным документам, Гадючкина родилась 24 ноября 1909 года в Норском Посаде, Ярославской губернии в Российской империи. Однако специалисты в области геронтологии при проверке возраста уточнили её возраст (в Ярославском архиве сохранилась запись в метрической книге о рождении и крещении) и скорректировали дату рождения на 5 декабря 1910 года.
У неё была тяжёлая жизнь после Октябрьской революции. Мать Клавдии умерла от рака, когда Гадючкиной было одиннадцать лет.
В возрасте 15 лет она начала работать на прядильной фабрике «Красный Перевал», где проработала всю свою жизнь, сначала подсобным рабочим, затем прядильщицей. После замужества она жила со своим мужем и его сестрой в одном доме. У пары было пятеро детей. Муж Клавдии Гадючкиной Сергей Петрович умер в 1954 (или 1956) году из-за травмы, полученной на заводе, где он работал.
В возрасте 107 лет она всё ещё была в состоянии выполнять некоторые домашние дела, такие как мытьё посуды.
24 ноября 2019 года в предполагаемый 110-й день рождения её поздравили Президент России Владимир Путин и мэр Ярославля Владимир Волков. По состоянию на ноябрь 2022 года у неё было трое живых детей (дочь и два сына), шесть внуков, восемь правнуков и четыре праправнука. Даже в 110 лет она всё ещё могла читать книги без очков. В возрасте 112 лет она всё ещё могла ходить без посторонней помощи.
Гадючкина в настоящее время проживает в Ярославле.

## Рекорды долголетия
- 5 декабря 2020 года стала супердолгожителем.
- 12 ноября 2022 года стала старейшей жительницей России, после смерти Нины Чагелишвили[1].
- 13 апреля 2024 года превзошла последний возраст Анны Дадыкиной, став старейшим когда-либо человеком в России[1].

## Награды
- Юбилейная медаль «80 лет Победы в Великой Отечественной войне 1941—1945 гг.»[6].